# Hasselfelde
Hasselfelde este un cartier al orașului Oberharz am Brocken din landul Saxonia-Anhalt, Germania. Până în 2009 a fost oraș.